# Dezvoltarea Imperiului Otoman
Dezvoltarea Imperiului Otoman (29 mai 1453 – 11/12 septembrie 1683) acoperă perioada de după cucerirea Constantinopolului până la asediul Vienei. Această perioadă, imperiul a atins un grad de dezvoltare economică și militară deosebit, favorizat de așa-numita „Pax Ottomana”. În această perioadă, Imperiul Otoman s-a extins spre  sud-vest în nordul Africii și s-a înfruntat cu renăscutul Imperiu Safavid Persan. Această perioadă de dezvoltare a fost urmată de perioada de stagnare (11/12 septembrie 1683 – 20 octombrie 1827).

## Apogeul creșterii teritoriale (1453–1566)

### Baiazid al II-lea
După moartea lui Mahomed al II-lea  în 1481, a urmat o scurtă perioadă de anarhie, în care viitorul monarh Baiazid al II-lea  a trebuit să îl înfrângă pe fratele său Cem, care a ocupat pentru o scurtă vreme regiuni din Anatolia, în care s-a proclamat sultan. După ce a fost înfrânt în  bătălia de la Yenișehir, Cem a fugit la Cairo. El s-a aliat cu mamelucii și s-a reîntors în anul următor, ocupând răsăritul Anmatoliei, Ankara și Konya, dar a fost în cele din urmă înfrânt și a fugit, de această dată în Rodos. 
Sultanul a atacat Republica Veneția în 1499. După semnarea păcii în 1503, otomanii au ocupat ultimele posesiuni venețiene din Peloponez și câteva orașe de-a lungul țărmului Adriaticii. Mamelucii  și perșii conduși de șahul Ismail I s-au aliat împotriva otomanilor, dar au fost în cele din urmă înfrânți în 1511. 
În același an, fiul lui Baiazid, Ahmed, și-a forțat tată să-l proclame regent. Fratele lui mai mare, Selim a fost nevoit să fugă în Crimeea. În momentul în care Ahmed era pe punctul să fie încoronat, ienicerii s-au răsculat, l-au ucis pe pretendentul la tron și l-au obligat pe Baiazid al II-lea să-l cheme pe Selim înapoi în țară. Baiazid a abdicat după sosirea lui Selim. La scurtă vreme după încoronarea acestuia din urmă, Baiazid a murit. 

### Selim I
În timpul domniei lui Selim I imperiul și-a lărgit mult granițele spre sud și est. El i-a înfrânt pe mameluci (a distrus Dinastia Mamelucă) și a cucerit cea mai mare parte a teritoriilor care acum fac parte din Siria, Liban, Israel și Egipt. Printre trofeele sale s-au numărat orașul sfânt Ierusalim și capitala mamelucilor, Cairo. Datorită victoriilor sale, Selim a fost proclamat calif al islamului. 
Selim a cucerit Imperiul Safavid, numai pentru ca să piardă controlul asupra acestor teritorii la scurtă vreme. Mai mult chiar, safavizii au cucerit răsăritul Imperiului Otoman și au ocupat Bagdadul. Imperiul Otoman și-a format o flotă în Marea Roșie. Cu ajutorul vaselor de luptă și a celor comerciale, otomanii au reușit, cel puțin pentru o vreme să contrabalanseze influența portugheză asupra comerțului cu mirodenii. 
În această perioadă, Imperiul Otoman a intrat în competiție directă cu puterile europene aflate în expansiune și în plin proces de creare a imperiilor coloniale în Oceanul Indian. Turcii au trimis soldați, marinari și corăbii în sprijinul regilor musulmani din Kenya și Aceh. De asemenea, flota otomană a luptat pentru apărarea comerțului turc cu mirodenii și sclavi. Otomanii au construit o fortăreață în Aceh, pe care au dotat-o cu tunuri de mare calibru. Protestanții olandezi au fost la început sprijiniți de otomani în lupta primilor cu spaniolii romano-catolici. Flota otomană a cucerit treptat o influență majoră în Marea Mediterană și comerțul a înflorit datorită siguranței liniilor maritime. 
După bătălia de la Çaldıran din răsăritul Anatoliei din 1514, forțele otomane conduse de Selim I au pus bazele unei frontiere estice sigure, odată cu înfrângerea safavizilor. 

### Soliman Magnificul
Soliman Magnificul a fost obligat ca, la începutul domniei sale să înfrângă o revoltă a guvernatorului otoman al Damascului. Până în 1521, Soliman a încheiat cucerirea Serbiei, odată cu ocuparea Belgradului. În 1522, Soliman a ocupat insula Rodos. Pe 29 august 1526, trupele lui Soliman i-au înfrânt pe ungurii lui Ludovic al II-lea al Ungariei și Boemiei în  Bătălia de la Mohács. După această victorie, turcii au transformat o bună parte a Ungariei în pașalâc. În anul 1541, Soliman controla cea mai mare parte a Ungariei de azi. Familia Zápolya a fost numită la conducerea Transilvaniei, care a devenit un stat vasal al otomanilor, la fel cum erau Valahia și Moldova. 
Împăratul Sfântului Imperiu Roman Ferdinand I, a ocupat așa numita „Ungarie Regală” (Slovacia, nord-vestul Ungariei și Croația apuseană), care a reprezentat pentru o anumită perioadă frontiera dintre posesiunile otomane și cele habsburgice. 
Teritoriile Persiei și Irakului de azi erau conduse de dinastia safavidă șiită. Soliman a organizat trei campanii împotriva safavizilor. Prima campanie a dus la cucerirea Bagdadului în 1534. A doua campanie, 1548–1549, a dus la ocuparea pentru o scurtă perioadă de timp a Tabrizului și a unei părți din Azerbaidjan și a unor forturi din Georgia. În timpul ultimei campanii din 1555, forțele lui Soliman nu au reușit să distrugă armata șahului, care a reușit să se retragă în munții Lorestanului. Safavizii au fost totuși siliți să accepte granițele cu otomanii și au semnat un trata de pace prin care se angajau să nu mai atace Imperiul Otoman. 
Forțele lui Soliman au cucerit întinse teritorii în Africa de nord, până în Algeria zilelor noastre. Statele berbere Tripolitania, Tunisia și Algeria au devenit provincii autonome ale imperiului. Odată cu ocuparea acestor teritorii, marina otomană a câștigat pentru o perioadă de timp superioritatea navală în Marea Mediterană prin încorporarea în rândurile ei a piraților berberi. 
Otomanii controlau și Marea Roșie și, până în 1554, Golful Persic, când au fost înfrânți de flota portugheză. Imperiul Portughez a încercat din acest moment să cucerească controlul asupra Adenului. În 1533, Khair ad Din, cunoscut în Europa ca „Barbarossa” a devenit  comandantul suprem al flotei otomane, aducându-și o contribuție importantă la lupta împotriva forțelor navale spaniole din Mediterana. 
În 1535, împăratul Sfântului Imperiu Roman, Carol Quintul, a obținut o victorie importantă împotriva otomanilor la Tunis dar, un an mai târziu, Francisc I al Franței s-a aliat împotriva lui cu Soliman. Flota lui Carol Quintul a fost înfrântă în 1538 la  Preveza de către flota otomană comandată de Barbarossa. Această victorie a asigurat dominația otomană în estul Mediteranei pentru următoarele trei decenii. Regele Franței a beneficiat de alianța cu turcii atunci când a cerut ajutorul acestora pentru recucerirea orașului Napoli, aflat în mâinile spaniolilor. Soliman i-a acordat regelui Franței titlul de „Beylerbeyi” (Comandant al comandanților). Sub conducerea amiralului Turgut Reis, flota otomană a reușit să obțină o serie de victorii în Marea Mediterană împotriva amiralului genovez Adrea Doria și să câștige controlul asupra celei mai mari părți a Mediteranei pentru o lungă perioadă de timp. 

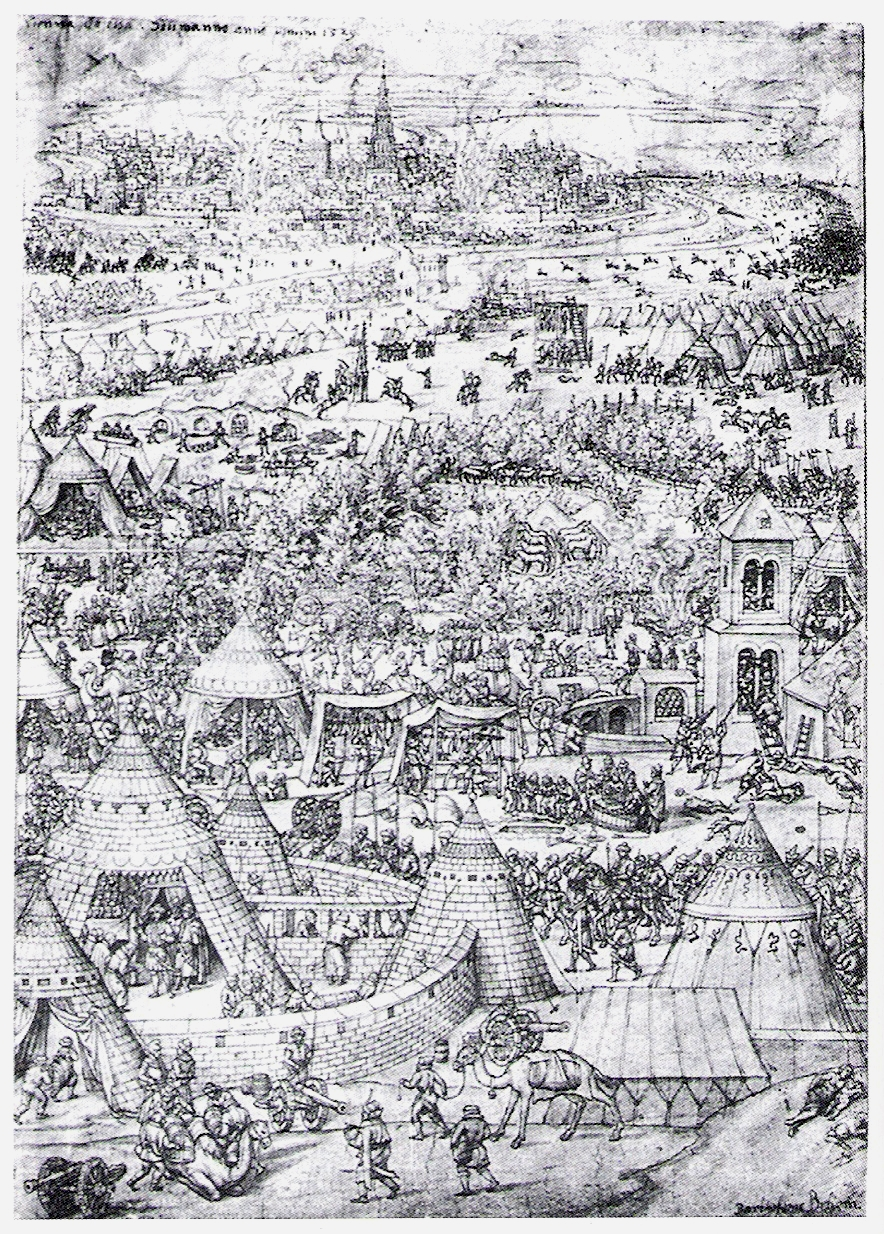
Asediul Vienei, 1529

Soliman s-a concentrat de asemenea asupra Balcanilor. După momentul încoronării din 1518, el a condus o serie de campanii în această regiune. Otomanii au cucerit sub conducerea lui controlul asupra Belgradului în 1521, Ungariei (după bătălia de la Mohács) în 1526, dar au eșuat în încercarea de cucerire a  Vienei în 1529.

### Selim al II-lea
Sokollu Mehmed Pașa a fost unul dintre pașalele lui Soliman Magnificul și a fost adevăratul deținător al puterii absolute după moartea sultanului și chiar și după încoronarea lui Selim al II-lea. Sokollu a păstrat controlul asupra puterii până la moartea lui, survenită în 1579. 

## Revoltele și renașterea (1566–1683)

### Ahmed I
În ciuda unor calități personale remarcabile ale lui Ahmed I(el era un poet talentat și cunoștea mai multe limbi străine), domnia sa a fost una mai puțin strălucită. Armatele otomane au înregistrat eșecuri în Ungaria și Persia, iar 1606, prin tratatul de la Sitvatorok, Austria a încetat să mai plătească tribut turcilor. În plus, otomanii au cedat Georgia și Azerbaidjanul Persiei. 

### Osman al II-lea
Osman al II-lea și-a început domnia prin asigurarea granițelor estice, semnând un tratat de pace cu Iranul safavid, după care a condus personal invazia otomană în Polonia, pentru contracararea influenței poloneze în Moldova. 
După asedierea Hotinului de către hetmanului Jan Karol Chodkiewicz în septembrie-octombrie 1621, Osman al II-lea s-a retras la Constantinopol umilit, dând vina pe lașitatea ienicerilor și prostia funcționarilor săi.

### Murad al IV-lea
Murad al IV-lea, care a domnit între  1623 – 1640, a rămas cunoscut pentru restaurarea autorității statului și pentru brutalitatea metodelor folosite. În timpul domniei sale el a implicat imperiul în războiul cu Persia, la sfârșitul căruia a recucerit Azerbaidjanul, a ocupat Tabrizul, Hamadan-ul  și, într-un ultim efort militar, a cucerit Bagdadul în 1638. Murad al IV-lea a condus personal invazia Mesopotamiei, dovedindu-se un remarcabil tactician. 

### Mehmed al IV-lea
Mehmed al IV-lea a devenit sultan la doar șase ani, în 1648. Venirea lui pe tron a marcat sfârșitul unei perioade puternic instabile, în timpul căreia sultanul Mustafa I a fost detronat, iar alți doi monarhi, inclusiv tatăl lui Mehmed, Ibrahim I, au fost asasinați. 
Domnia sa a dus la refacerea pentru scurtă perioadă de timp a puterii otomane în timpul mandatelor marilor viziri din familia Köprülü,  Mehmed și Fazıl Ahmet.
Otomanii au recucerit insulele din Marea Egee stăpânite de Republica Veneția, a obținut victorii împotriva Principatului Transilvaniei (1664) și statului polono-lituanian (1670–1674). Turcii s-au aliat la un moment dat cu hetmanul ucrainean Petro Doroșenko,fiind pe punctual să își extindă controlul asupra Podoliei și Ucrainei vestice. Un presupus incident din timpul războiul ruso-turc din 1676-1681 care a urmat este cunoscut în special în Rusia și Ucraina, anume momentul în care cazacii zaporojeni i-ar fi trimis sultanului o scrisoare plină de obscenități și injurii, eveniment care a devenit subiectul tabloului pictorului Ilia Repin, „Zaporojeni scriind sultanului turc”. 
În timpul mandatului vizirului  Kara Mustafa Pașa, puterea otomană a început să pălească. Otomanii au încercat să sprijine rebeliunea  principelui  Transilvaniei Imre Thököly împotriva Habsburgiulor. Kara Mustafa a condus expediția militară otomană, asediind Viena. Turcii au suferit o înfrângere catastrofală în fața Sfintei Ligi (alianța dintre Sfântul Imperiu German și Uniunea Polono-Lituaniană). 